# Багвалинська мова
Баґвалинська мова (або багулальська мова; самоназва: багвалазул мисІсІи) — мова багулалів (багвалінців).
Багвалинська є мовою спілкування в 6 селах Цумадинського та Ахвахського районів Дагестану. За оцінками лінгвістів число мовців становить приблизно 6 тисяч осіб. За переписом населення РФ (2002) багулалами себе назвали лише 103 особи.
Виділяють 3 групи говорів: сіл Хуштада (багв. Гюссач) і Тлондода (Гіжндуч), сіл Кванада(Хванч) і Гемерсо (Гйемісі), сіл Тліссі (Лжіссі) і Тлібішо (Гіжбіші).
В системі консонантизму прествлені абруптивні спіранти сI, шІ. Склади завжди прикриті.
Система відмінків включає номінатив, генетив, ергатив, датив, афектив (в кванадійському говорі ще й субститутив зі значенням «замість»), 7 серій локалізації і 4 напрямкових суфіксів. Множина іменників утворюється суфіксами:
- -бі: бел — «шкіра», множина — белабі
- -абі: раІі — «слово», множина — раІабі
- -мі: бертін — «весілля», множина — бертамі.

Мова є безписемною. Аварська і російська використовуються як писемні мови.